# Atherigona ponti
Atherigona ponti är en tvåvingeart som beskrevs av Deeming 1971. Atherigona ponti ingår i släktet Atherigona och familjen husflugor.
Artens utbredningsområde är Nigeria. Inga underarter finns listade i Catalogue of Life.